# Gurtschloss

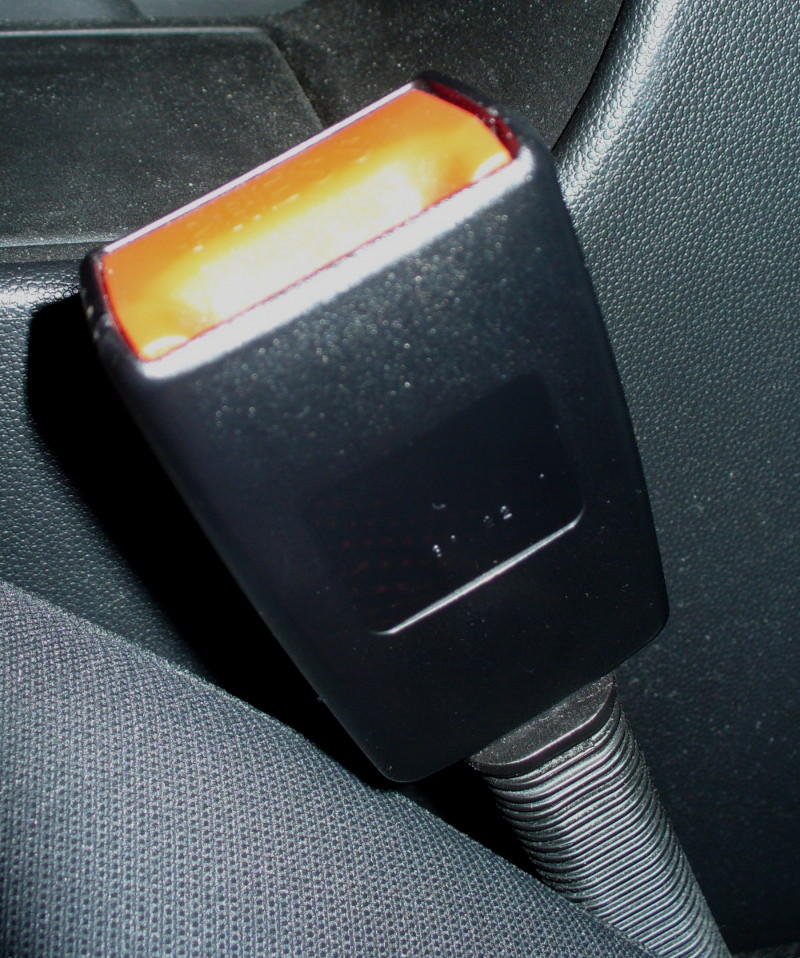
Gurtschloss für 3-Punkt-Gurt

Ein Gurtschloss ist eine Vorrichtung zur Fixierung eines Gurtes, vor allem für Sicherheitsgurte.

## Beschreibung
Gurtsysteme bestehen aus dem Gurtband, dem Gurtschloss, einem Gurtaufroller (Retraktor), einer Höhenverstellung, einem Gurtstraffer sowie den Beschlagteilen wie Schlosszunge, Umlenkbeschlag und Endbeschlag.
Zum Anlegen des Gurtes wird das hierfür vorgesehene Endstück des Gurtes, die Schlosszunge, in das Gurtschloss eingeführt und rastet ein. Dieser Vorgang wird auch als „Anschnallen“ bezeichnet. Zum Öffnen des Gurtes dient meistens ein Knopf am Gehäuse des Gurtschlosses.
In modernen Kfz ist im Gurtschloss ein Sensor eingebaut, der zusammen mit einem Sensor im Sitz feststellt, ob jemand den Sitz besetzt und ob diese Person angeschnallt ist. Eine „Anschnall-Erinnerung“ wird als Blinkleuchte im Kombiinstrument und als akustischer Warnton ausgeführt. Ein Gurtwarner fließt in die Euro NCAP Sicherheitsbewertung ein.

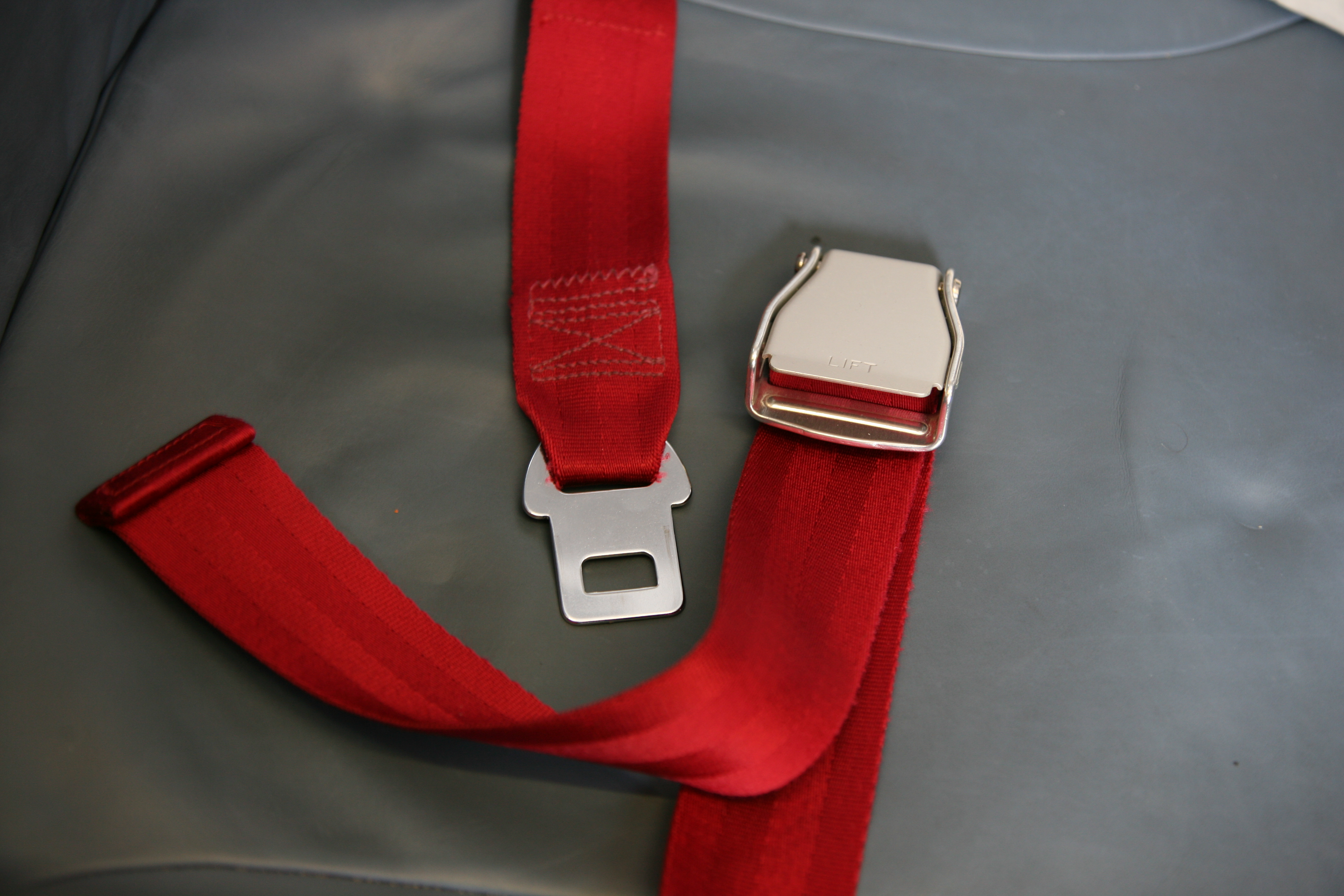
Gurt im Flugzeug

Gurtschlösser finden ihre Anwendung vor allem in Fahrzeugen in Verbindung mit Sicherheitsgurten. In Autos sind sie meistens zwischen den Sitzen und der Mittelkonsole fest angebracht oder auf der Rückbank an kurzen Gurtenden befestigt. Bei Sitzen in Flugzeugen befinden sie sich meistens in der Mitte der beiden Gurt-Hälften und können durch das Hochklappen eines Teils geöffnet werden.
Für Sicherheitsgurte in öffentlichen Attraktionen wie beispielsweise bei Achterbahnen gibt es auch elektrisch gesteuerte Gurtschlösser ohne Knopf zum Öffnen, damit der Gurt nicht versehentlich während der Fahrt geöffnet werden kann.